# Gebr. Gunzelmann
Die Firma Gebr. Gunzelmann in Nürnberg war ein 1840 gegründetes Musikinstrumente-Unternehmen, das sich neben dem Verkauf von Klavieren und Harmonien auf die Herstellung von Zithern nach eigenem Patent spezialisiert hatte.

## Geschichte

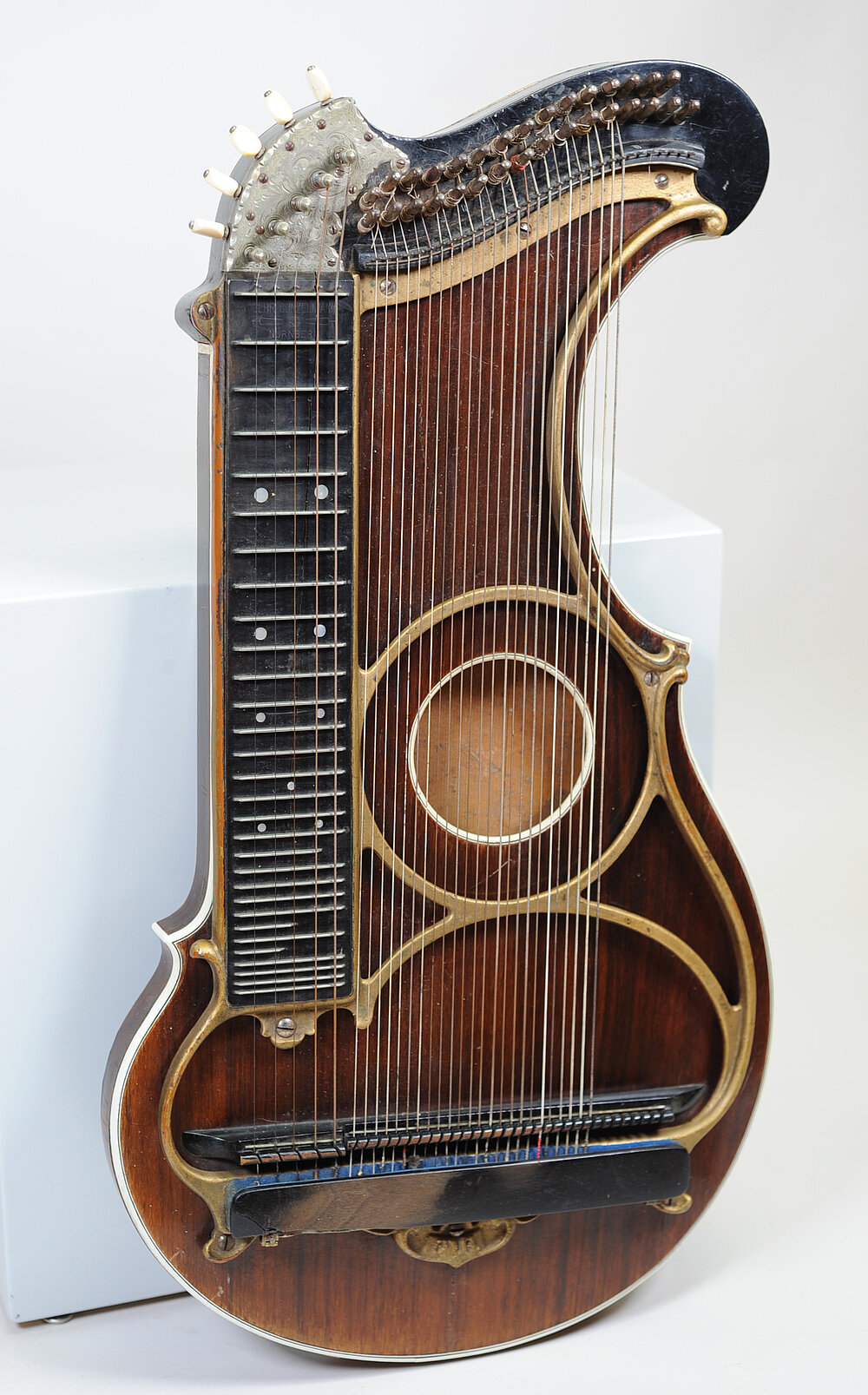
„Arion-Zither“ mit Metallrahmen;
um 1900; Julius-Maximilians-Universität Würzburg

Das 1840 gegründete Nürnberger Unternehmen war zeitweilig von mindestens zwei Gebrüdern betrieben worden, ging dann aber in den Besitz von Franz Joh. Gunzelmann als Alleininhaber über. 1874 noch als Pianofortefabrik firmierend, warb das 1890 in der Theresienstraße 20 angesiedelte Unternehmen dann als Pianofabrik und -handlung sowie „Patent-Metallrahmen-Zither-Fabrik“ und dem Hinweis auf die Reichspatent-Nummer D.R.P. 33512 auf.
Im offiziellen Katalog der Bayerischen Landes-Industrie-, Gewerbe- und Kunst-Ausstellung 1896 in Nürnberg bewarb die Handelsfirma ihr „Größtes Piano- und Harmonium-Magazin“ mit Produkten von J. Mayer & Cie., Steinweg, Rönisch, Schiedmayer & Söhne, Rosenkranz und anderen. Zudem empfahl die „Fabrik der Metallrahmenzithern eigener Erfindung“ ihr eigenes auf der Ausstellung vorgestellte Produkt als „beste Zither der Welt.“
Aus der Zeit um 1900 hat sich eine von Gebr. Gunzelmann hergestellte sogenannte „Arion-Zither“ mit beidseitig ausgebauchtem Korpus und aufgesetztem Metallrahmen erhalten. Das 2021 für die Studiensammlung Musikinstrumente und Medien im Institut für Musikforschung der Julius-Maximilians-Universität Würzburg gestiftete Instrument weist 5 Melodiesaiten und 31 Basssaiten über verschieden großen Mensuren auf sowie 29 Bünde aus Neusilber.